# Каракаш, Михаил Николаевич
Михаи́л Никола́евич Карака́ш (24 сентября 1887, хутор Каракаш, Таврическая губерния (ныне село Широкое Симферопольский район Крыма) — 15 августа 1937, Бухарест) — российский оперный певец (лирико-драматический баритон), вокальный педагог, режиссёр.

## Биография
Родился в семье потомственного дворянина армянского происхождения, геолога Николая Ивановича Каракаша. Пению обучался вначале у своей матери, Надежды Ивановны Варнек (ученицы Н. А. Ирецкой). Окончил Санкт-Петербургскую 8-ю гимназию и четыре курса историко-филологического факультета Петербургского университета, в 1910 году — Петербургскую консерваторию (класс профессора С. И. Габеля).

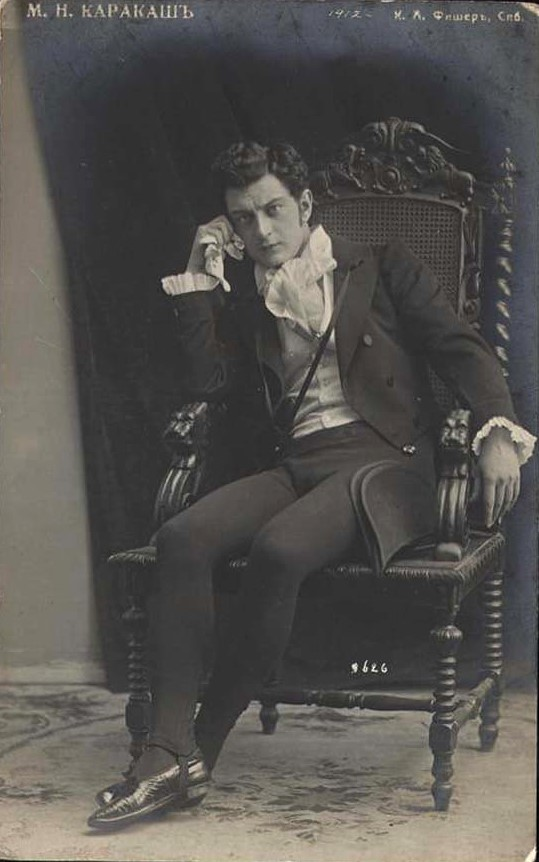
Каракаш М.Н. в образе, 1912

26 апреля 1911 г. дебютировал на сцене Мариинского театра в партии Онегина (в опере П. Чайковского), затем — в партии Грязного («Царская невеста» Н. Римского-Корсакова); был солистом театра до 1918 г. (его последнее выступление на этой сцене — 15 марта 1918 г. в партии Елецкого, «Пиковая дама» П. Чайковского). Летом 1913 г. совершенствовался в вокальном искусстве в Милане у Витторио Вандза (итал. Vittorio Vanza) и Николаи. В эти годы выступал также в петроградском Театре музыкальной драмы (1915—1917), гастролировал в Праге, Будапеште, Вене и Берлине (1912); в Москве (Большой театр, 1913, 1914), Киеве, Одессе, Харькове, Тифлисе; в Або (1917).
В 1918—1919 гг. выступал в Москве — в Большом театре, в Театре Совета рабочих депутатов. С июня 1918 г. вместе с женой, Ф. И. Шаляпиным, А. В. Неждановой и другими певцами вошёл в состав Первого театрального кооперативного товарищества. 16 марта 1919 г. исполнил «Schöttische Lieder» Л. Бетховена — в этом концерте под управлением С. Кусевицкого в Колонном зале Дома союзов выступили также А. В. Нежданова, А. И. Южин, Н. Метнер.
С апреля 1919 г. жил в имении отца под Симферополем, выступал с концертами в Крыму. В этот период познакомился с А. Спендиаровым, который посвятил певцу концертную арию «К Армении».
В октябре 1921 г. с женой выехал в Рим, где они выступали в оперном театре «Русская ласточка». В 1921—1923 и 1926—1930-х гг. пел в Русском общедоступном театре «Манеж» (Белград). В 1923—1926 гг. выступал в парижской труппе М. Кузнецовой-Бенуа, позднее гастролировал в Барселоне, Загребе, Будапеште.
В 1923—1927 учился на техническом факультете Белградского университета.
В 1931 г. был профессором Русской консерватории (Париж), в 1930-х гг. руководил Оперно-драматической студией (Белград).
Известен как строитель Панчевского моста.

### Семья
Отец — Николай Иванович Каракаш (1862—1916), профессор геологии Петербургского университета.
Мать — Надежда Ивановна Варнек (1860—ок. 1940), оперная певица и детский писатель.
Жена (с 1913 г.) — Елизавета Ивановна Попова (1889—1967), певица.
- Сын — Андрей Михайлович Каракаш (1913—?)[1].

## Творчество
Обладал ровным, звонким голосом «металлического» тембра, отчётливой дикцией; в полной мере владел актёрским мастерством. Его исполнение отличалось благородством фразировки, выразительностью.
Его партнёрами в оперных спектаклях были А. Ю. Больская, Г. А. Боссе, Н. Г. Волевач, Е. И. Збруева, В. И. Касторский, М. Н. Кузнецова-Бенуа, А. М. Лабинский, В. И. Лосев, В. А. Лосский, Н. А. Ростовский, К. Т. Серебряков, Л. В. Собинов, Д. А. Смирнов. Пел под управлением А. Бернарди, А. Коутса, Э. А. Купера, Н. А. Малько, Д. И. Похитонова, Н. Фёдорова.
Был выдающимся камерным певцом, часто выступал в концертах совместно со своей женой. Концертный репертуар включал произведения М. Глинки, П. Чайковского, С. Рахманинова, А. Гречанинова, Н. Метнера, И. Стравинского, А. Спендиарова. Среди его аккомпаниаторов был М. А. Бихтер.

### Оперные партии
Мариинский театр
- «Евгений Онегин» П. Чайковского — Евгений Онегин; считался лучшим исполнителем этой партии после Л. Г. Яковлева; в ансамбле с Е. И. Поповой были созданы совершенные музыкально-сценические образы Татьяны и Евгения
- «Царская невеста» Н. Римского-Корсакова — Грязной
- «Пиковая дама» П. Чайковского — Князь Елецкий; в сезоне 1911/12 гг. был единственным исполнителем этой партии на сцене Мариинского театра
- «Лакме» Л. Делиба — Фредерик; 15 ноября 1911 впервые выступил в ансамбле с Ф. И. Шаляпиным
- «Ромео и Джульетта» Ш. Гуно — Меркуцио
- «Призрак» М. А. Данилевской (1912, постановка Н. Званцева) — Дольский; первый исполнитель партии
- «Гугеноты» Дж. Мейербера — Граф де Невер
- «Севильский цирюльник» Дж. Россини — Фигаро; лучший исполнитель этой партии в России; впервые выступил в этой роли 12 ноября 1912 в ансамбле с Л. Липковской, Ф. И. Шаляпиным, К. Пиотровским
- «Мадам Баттерфляй» Дж. Пуччини (1913, режиссёр Н. Н. Боголюбов) — Шарплес; первый исполнитель партии
- «Орестея» С. Танеева — Апполон Локсий
- «Фауст» Ш. Гуно — Валентин
- «Кармен» Ж. Бизе — Эскамилио
- «Гейша» (оперетта) С. Джонса — Ферфакс
- «Дон Жуан» В. А. Моцарта — Дон Жуан
- «Каменный гость» А. Даргомыжского — Дон Карлос
- «Богема» Дж. Пуччини — Марсель
- «Князь Игорь» А. Бородина — Князь Игорь
- «Демон» А. Рубинштейна — Демон
- «Паяцы» Р. Леонкавалло — Тонио; Сильвио

Большой театр
- «Севильский цирюльник» Дж. Россини — Фигаро

### Режиссёр
В 1926 г. поставил в Париже «Садко» Н. Римского-Корсакова («Русская опера», антреприза А. А. Церетели). В Белградской опере, будучи главным режиссёром и директором, поставил «Севильского цирюльника» Дж. Россини (1934), «Князя Игоря» А. Бородина (1935).

### Дискография
Русским отделением европейской компании «Gramophone» (Петербург, марка «Пишущий амур») в 1913—1914 гг. в исполнении М. Каракаша записаны на грампластинки 10 арий из опер «Евгений Онегин» и «Пиковая дама» П. Чайковского, «Князь Игорь» А. Бородина, «Нерон» и «Демон» А. Рубинштейна; в исполнении М. Каракаша и Е. Э. Виттинга — дуэты из опер «Кармен» Ж. Бизе и «Чио-Чио-сан»/«Мадам Баттерфляй» Дж. Пуччини; а также «Авиационная песня» М. Якобсона (вышли под маркой «Пишущий амур»). Некоторые записи певца хранятся в Центральном музее музыкальной культуры им. М. И. Глинки.
В рукописном отделе Центральной научной библиотеки Союза театральных деятелей России хранятся некоторые архивные материалы М. Каракаша, в том числе:
- Альберт Лортцинг и его опера «Царь и плотник» (рук., 1920—1930-е гг.)
- Спектакль М. Чехова (рук., 1931).